# Magmor
Zakłady Mechaniki Precyzyjnej „Unitra-Magmor” – polskie przedsiębiorstwo zajmujące się produkcją sprzętu audio, powstałe na podwalinach firmy Z.M.P. „Mera-Wag” po tym, jak licencja na produkcję wag została sprzedana Niemcom.
W zakładzie występowały następujące działy: narzędziowy WN, produkcja W-1 (półautomaty tokarskie, tokarki uniwersalne, rewolwerówki, frezarki uniwersalne, pionowe i poziome, szlifierki do wałków, szlifierki do pow. płaskich, wiertarki stołowe, gwinciarki, migomaty, prasy, gięciarki, wytłaczarki), montażu W-2, wtryskarek W-3, transportu wewnętrznego (wózki ręczne, pojazdy spalinowe, akumulatorowe – meleksy, wózki widłowe elektryczne i na gaz), transportu zewnętrznego (Nysy, Żuki, autobusy Autosan), galwanizernia, ślusarnia, hartownia. Na terenie zakładu znajdowała się także duża stołówka oraz bary. W firmie zatrudnionych było ponad 1000 osób. Na przełomie lat 80./90. zakład Unitra-Magmor został przejęty przez Zakłady Mechaniki Precyzyjnej „Mera-Błonie”. Ostatecznie firma została zlikwidowana w sierpniu 1991 roku. Przedsiębiorstwo mieściło się w Gdańsku przy ul. Maurycego Beniowskiego 5.
Firma należała do zjednoczenia Unitra.
Zakłady Magmor produkowały głównie magnetofony – począwszy od szpulowych (na licencji firmy Grundig), aż po niewielkie modele kasetowe. Do bardziej znanych modeli magnetofonów produkowanych w przedsiębiorstwie należały MSD1402, MSD1405, MSD5520. Firma produkowała także dyktafony (model M-101), wieże audio (wzmacniacz WS-5220 + magnetofon MDS 5220), oraz sprzęt audio do wyposażenia samochodów.